# 让-埃里克·韦尔涅
让-埃里克·韦尔涅（法語：Jean-Éric Vergne，1990年4月25日—），简称JEV，生于法国蓬图瓦兹，是一位在電動方程式参赛的法國賽車手，目前效力於钛麒车队。
韦尔涅是2017-18赛季及2018-19赛季兩屆電動方程式比赛的總冠軍，也是电动方程式赛事上唯一一位蝉联年度冠军的车手。他曾在2012至2014年間代表紅牛二隊出賽一級方程式賽車，並于2015年至2016年成為法拉利車隊的測試兼研發車手。
除此之外，韦尔涅还曾在2010年的英國三級方程式錦標賽上获得冠军，并在2011年雷諾方程式錦標賽上获得年度第2名。

## 生涯简介

### 卡丁车生涯
韦尔涅早在4岁时就在其父亲位于法国巴黎的卡丁车赛道上进行比赛，并于2000年起参与正式比赛。2001年，他在法国儿童卡丁车组别的比赛中获得第1名；2004年及2005年，他又先后在法国Rotax Max卡丁车锦标赛和欧洲卡丁车锦标赛洲际A组比赛上又获得第2名。而在2007年的KF1组别卡丁车世锦赛上，韦尔涅获得第7名。

### 雷诺方程式初级赛事
2007年，韦尔涅开始了单座赛车生涯，并在同年的法国雷诺方程式学院杯（现法国F4锦标赛）上以13场比赛6次获胜，10次登台的成绩取得年度冠军，从而凭借出色表现同时成为红牛青少年车队及法国汽车联合会的成员。
2008年，韦尔涅在雷诺方程式2.0欧洲杯及西欧雷诺方程式2.0锦标赛上代表SG方程式车队出赛。他在欧洲杯赛事上取得年度第6，并在西班牙巴塞罗那的赛季收官战上登上领奖台；而在西欧锦标赛上，他3次登上领奖台，最终取得年度第4。两项赛事上，韦尔涅都是新人车手中排名最高者，因此他赢得了法国雷诺方程式2.0的最终年度第一（该奖项颁发给在西欧锦标赛上排名最高的法国车手）。
2009年韦尔涅继续代表SG方程式车队出赛雷诺方程式赛事，并在欧洲杯及西欧锦标赛上均获得年度第2位。

### 三级方程式
2010年韦尔涅转战三级方程式赛场，并代表卡林车队在英国三级方程式锦标赛出赛。他在赛季前24场比赛中取胜12场，其中还包括在比利时站的3场比赛中获得全胜的帽子戏法，从而提前6场比赛取得年度冠军。这也是继2008年的哈伊梅·阿古尔苏阿里和2009年的丹尼尔·里卡多之后，红牛青少年车队车手连续第三年取得该赛事年度冠军。
而在他出赛英国三级方程式的同时，还在2010年的三级方程式大师赛上取得第4名，并且在2010年澳门F3大奖赛上取得第7名。

### GP3系列赛
2010年5月，韦尔涅与Tech 1车队签约，并为车队在该年度GP3系列赛的揭幕战西班牙巴塞罗那站上出赛。在土耳其站，由于比赛撞期，他的席位被吉姆·普拉替代，而在瓦伦西亚站上韦尔涅又回归车队 。不过最终车队宣布丹尼尔·琼卡德拉在赛季剩余比赛中代替韦尔涅出赛。

### 雷诺方程式3.5系列赛

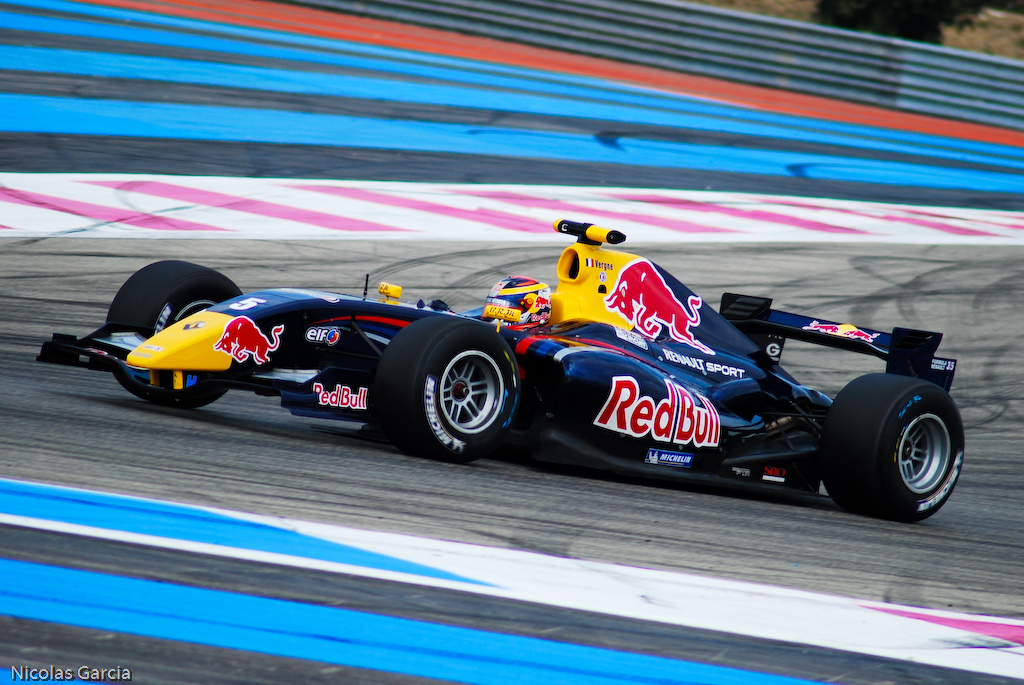
2011年雷诺方程式3.5系列赛法国站上的韦尔涅

在参加三级方程式的同时，韦尔涅曾计划代表SG方程式车队在雷诺方程式3.5系列赛上出赛，但因为SG方程式车队在赛季揭幕战前一周宣布退出，韦尔涅的雷诺方程式3.5系列赛计划只能推迟。
2010年7月，Tech 1车队宣布韦尔涅将代替布伦登·哈特利参加该赛季雷诺方程式3.5系列赛的最后三个比赛周。韦尔涅在三个比赛周中共登上4次领奖台，还在英国银石站第一回合比赛上递补取得比赛胜利，最终排名年度第8。
2011年，韦尔涅转会卡林车队，出战全赛季雷诺方程式3.5系列赛 ，共取得5场胜利，4个杆位，登上9次领奖台，最终以232分排名年度第2位。

### 一级方程式

#### 红牛二队及红牛车队测试车手（2010-2011）

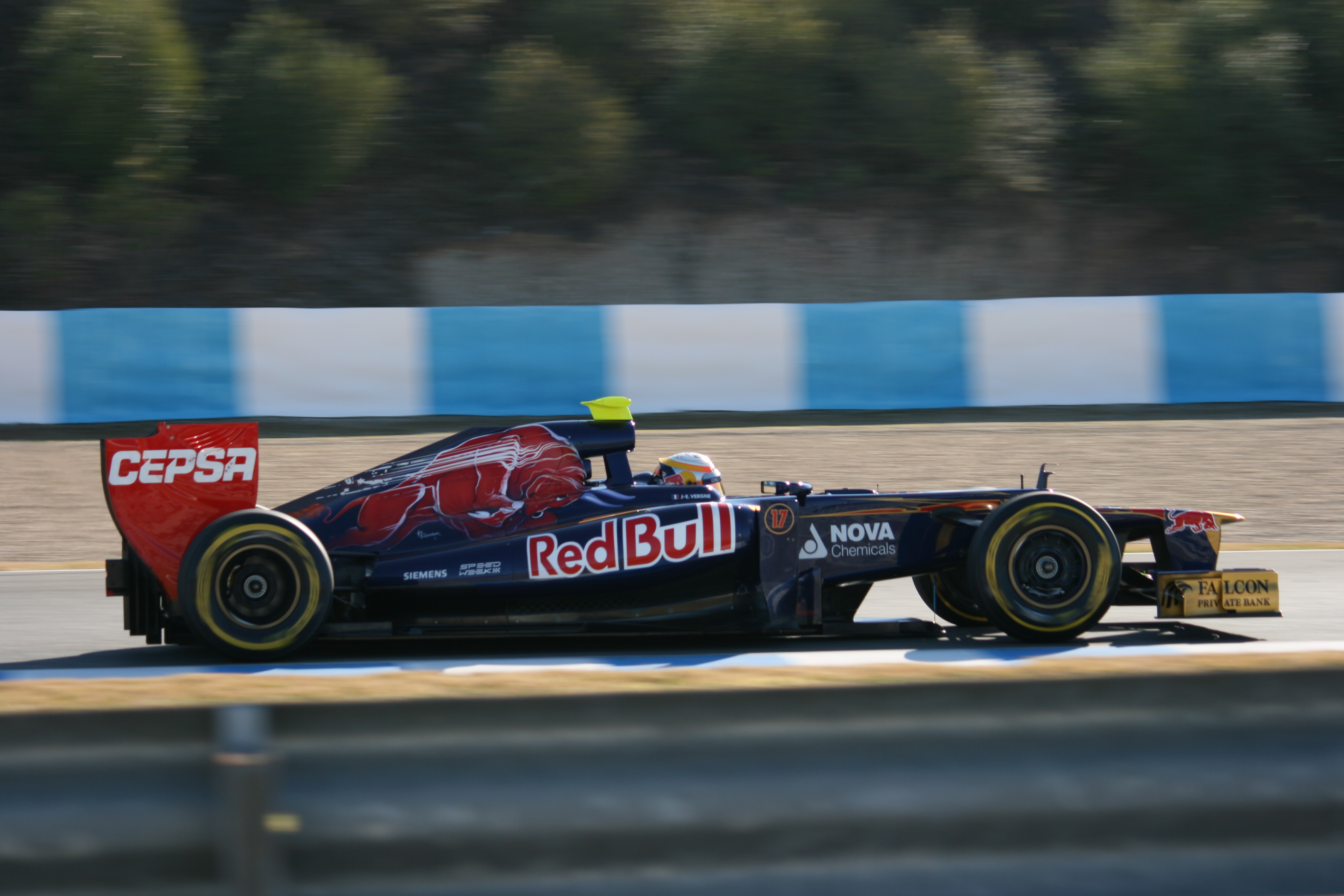
2012年季前测试上驾驶红牛二队赛车的韦尔涅

2010年的古德沃德速度节上，韦尔涅首次驾驶红牛RB5赛车，这是他首次驾驶F1赛车 。同年9月，红牛二队宣布韦尔涅将代表车队参加阿布扎比大奖赛后的青年车手测试。在第一天测试中，他以1:42.489的圈速排名第7，并完成了93圈的测试。而在第二天测试中，他以1:40.974的圈速排名第9，仅比代表威廉姆斯车队测试的新科GP2冠军帕斯托·马尔多纳多的圈速慢0.030秒。由于他遭遇了引擎相关的问题，并且要前往澳门参加三级方程式大奖赛，他提早结束了第二天的测试。
2011年8月的比利时大奖赛期间，红牛二队宣布韦尔涅将在赛季后半段部分赛事的第一节自由练习赛上出战；而由韩国大奖赛周末开始，韦尔涅在最终4场比赛之中的3场（除新设的印度大奖赛外）代表红牛二队出战练习赛。而在阿布扎比大奖赛的第一节自由练习赛之中，韦尔涅的圈速只比正式车手哈伊梅·阿古尔苏阿里慢不到0.3秒，最终在该节练习赛排名第11位。而在11月的阿布扎比青年车手测试之中，韦尔涅代表红牛车队完成测试，最终驾驶着红牛RB7赛车在全部3天测试中均排名第1。

#### 红牛二队正式车手（2012-2014）

##### 2012赛季

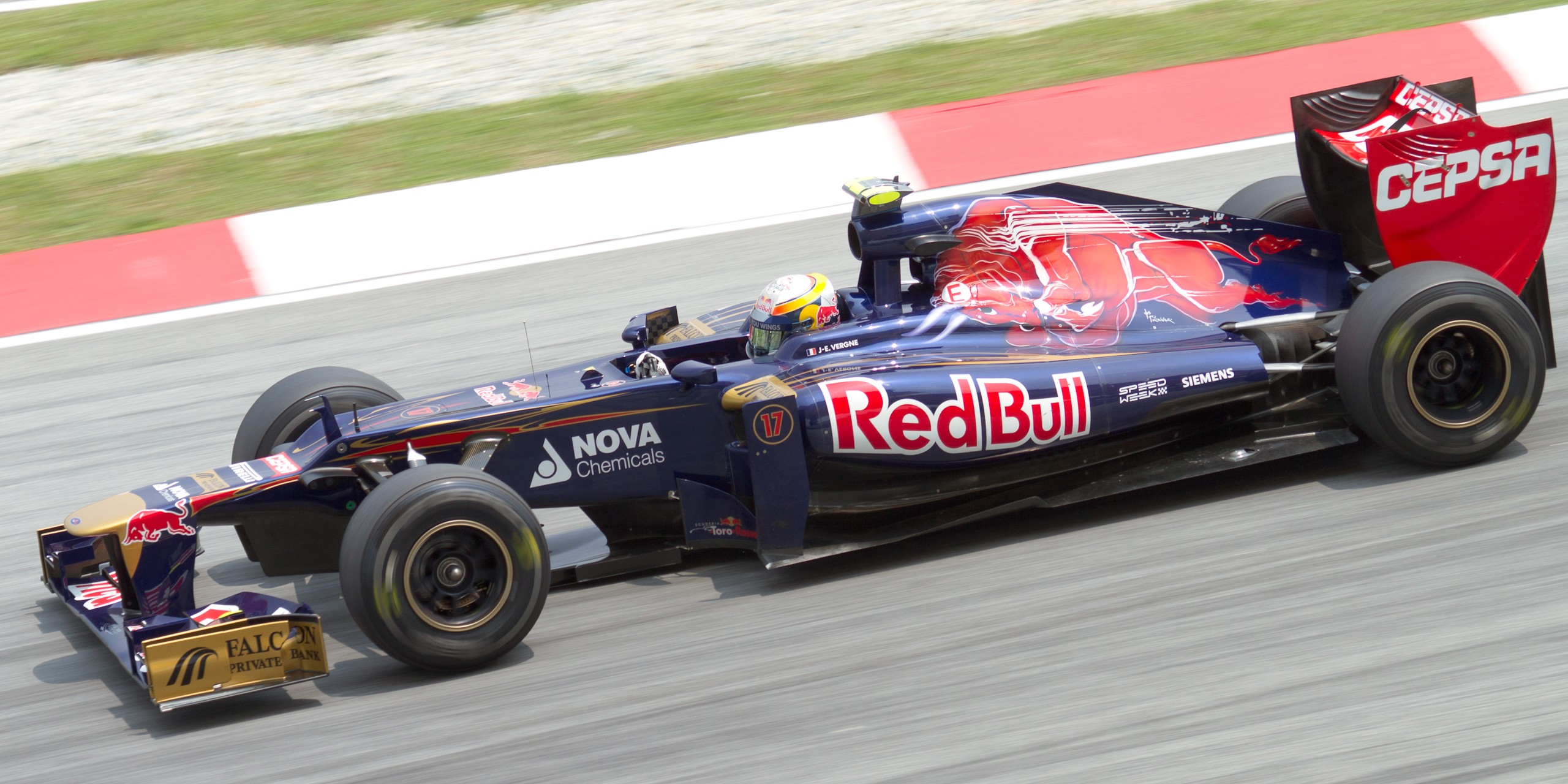
2012年马来西亚大奖赛上的韦尔涅

2011年12月14日，红牛二队宣布韦尔涅将搭档丹尼尔·里卡多出赛2012年一级方程式大奖赛。在赛季揭幕战澳大利亚大奖赛的排位赛及正赛均获得第11名后，韦尔涅在接下来的马来西亚大奖赛上取得第8名，获得了他的第一个F1积分。在欧洲大奖赛中，他在尝试超车时从赛车线之外转向海基·科瓦莱宁的赛车，导致两台赛车严重受损并引发了安全车。赛会干事在赛后认定事故可以避免，且韦尔涅需要为事故负全责，在英国站排位赛中将退后10位发车，并罚款25,000欧元，这也是韦尔涅第一次在F1赛事退赛。此后韦尔涅直到比利时大奖赛才再次得分，而在四场比赛后的韩国大奖赛以及赛季末段的巴西大奖赛上韦尔涅又获得积分。最终韦尔涅以16分在车手积分榜上排名第17位，总共获得了 4次第八名的成绩。尽管他不像丹尼尔·里卡多那样频繁得分，但他还是在赛季最终的积分榜上以领先里卡多的成绩完成整个赛季的比赛。

##### 2013赛季

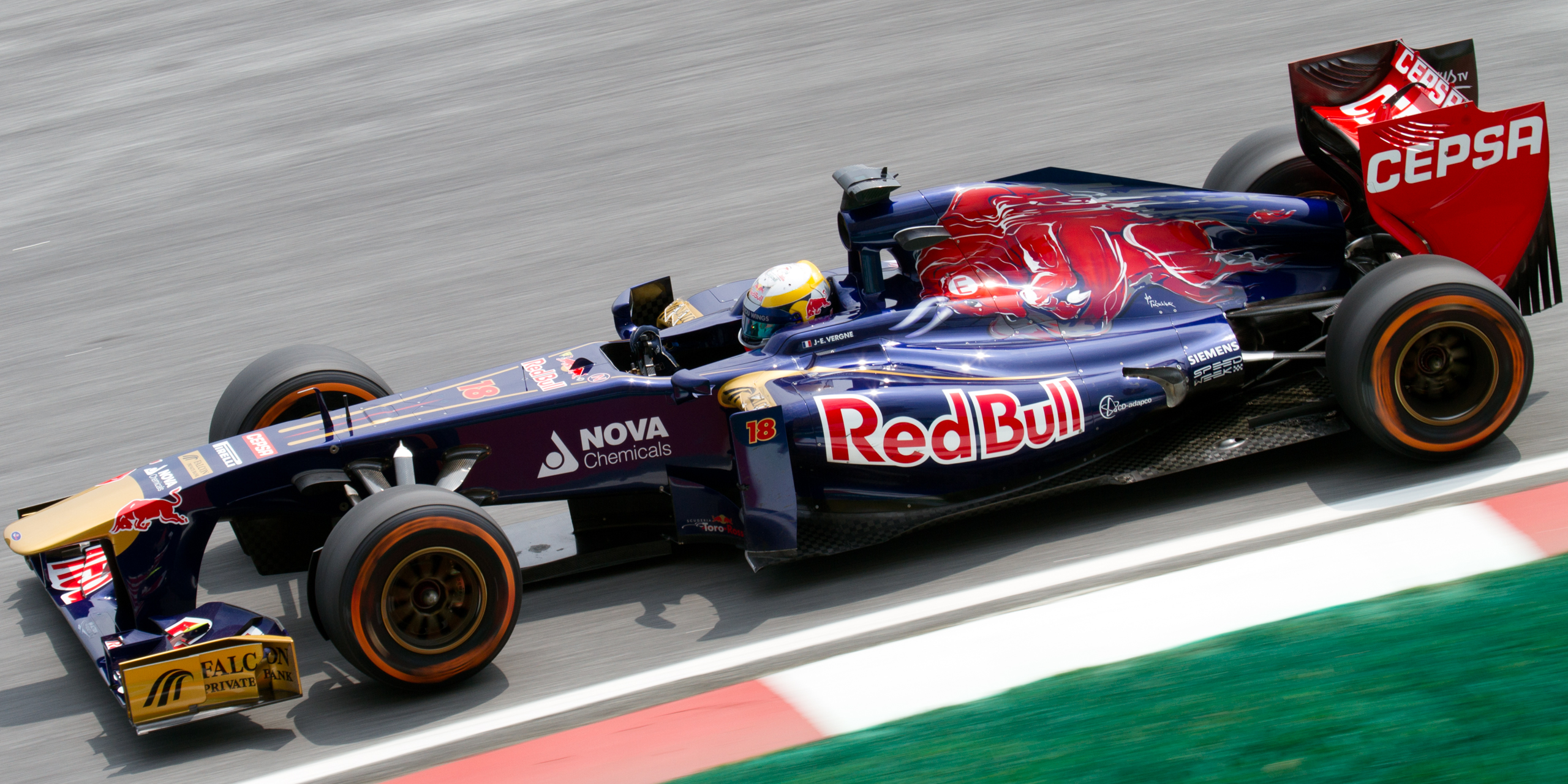
2013年马来西亚大奖赛上的韦尔涅

韦尔涅在2013赛季继续搭档里卡多，为红牛二队出战。他在揭幕战澳大利亚大奖赛上以第12名的成绩完赛，并在马来西亚大奖赛上以第10名的成绩获得了本赛季的第一个积分。而在摩纳哥大奖赛上，韦尔涅以第8名完赛，追平了他的最高完赛成绩。而在加拿大大奖赛上，他在排位赛中取得了F1生涯最高的排位名次第七名，又在第二天的比赛中以第六名完赛，创下最高完赛成绩。但在之后的比赛中，韦尔涅再未有取得积分，最终以13分在积分榜上排名第15名，在积分榜上也被队友里卡多超过。

##### 2014赛季

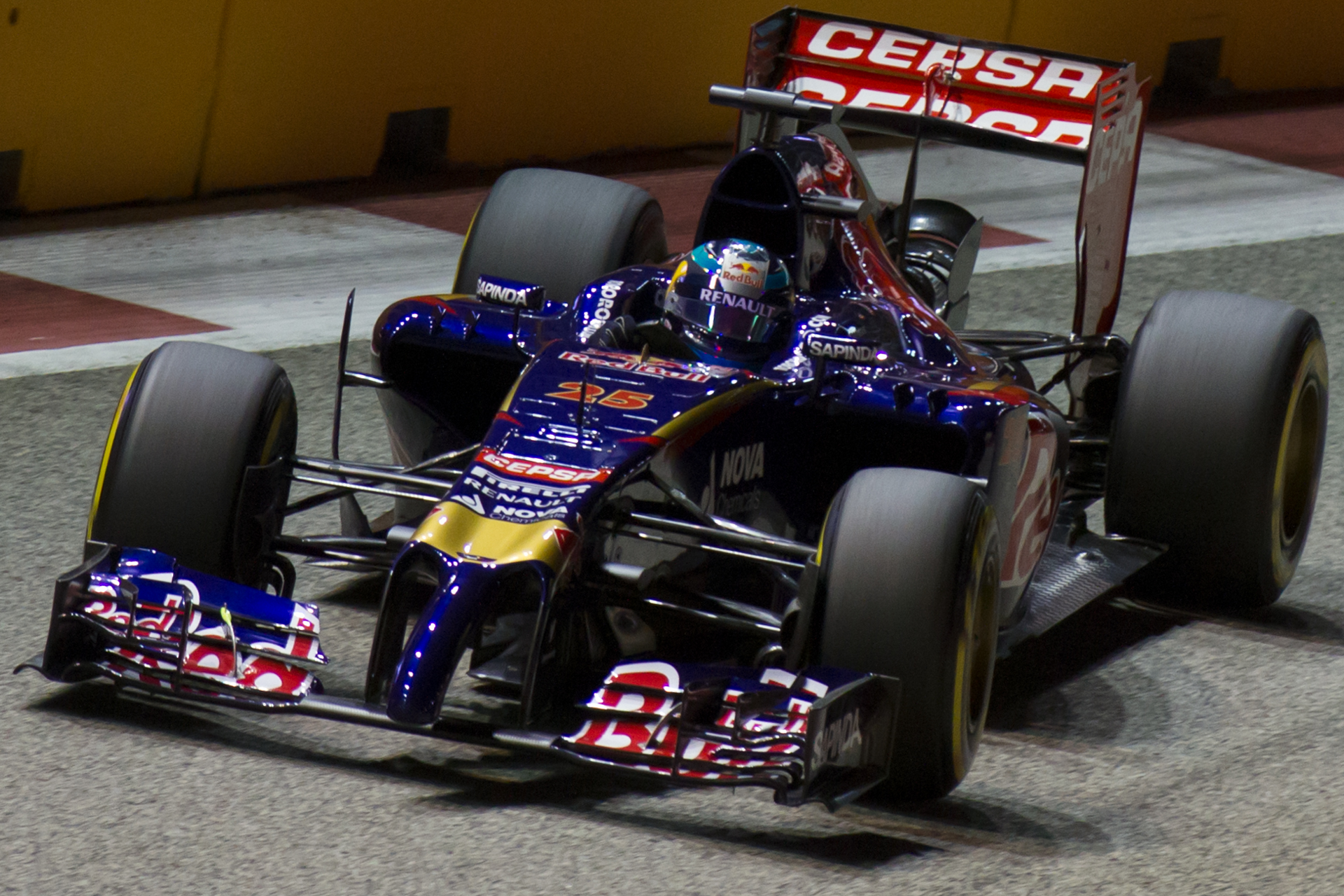
2014年新加坡大奖赛上的韦尔涅

韦尔涅在2014赛季继续为红牛二队出战，队友变为俄罗斯车手丹尼尔·科维亚特。赛季揭幕战澳大利亚站上，他在排位赛取得第6名，正赛以第9名完赛，但因里卡多被取消成绩升至第8位完赛。但在马来西亚和巴林两站比赛上，韦尔涅两次退赛，而在中国站比赛又因起步不佳未能进入积分区完赛。而在赛季的前8场比赛中，他在其中5场退赛，全年仅有7站比赛在积分区内完赛，最终以22分在车手积分榜上排名第13位。
该年8月，红牛二队宣布2015年将由科维亚特搭档荷兰新人马克斯·维斯塔潘出战，因此韦尔涅失去了2015赛季的正赛席位 。但由于塞巴斯蒂安·维特尔转会法拉利车队，科维亚特旋即晋升到红牛车队，韦尔涅也有希望在2015年继续留在红牛二队。但在2014年11月16日，韦尔涅宣布将会离开红牛二队，空出的席位被小卡洛斯·塞恩斯替代。

#### 法拉利车队测试车手（2015-2016）
2014年12月19日，法拉利车队宣布韦尔涅将于2015年加盟车队，担任测试及发展车手，主要负责模拟器工作。2017年2月，韦尔涅离开法拉利车队。

### 电动方程式

#### 安德雷蒂车队（2014-2015）
在确定无法获得2015年的F1全职车手席位后，韦尔涅于2014年末签约电动方程式的安德雷蒂车队，并从赛季第三场比赛埃斯特角城電動大獎賽开始为安德雷蒂车队参赛。他在代表安德雷蒂车队的首场比赛上就获得杆位 ，但在比赛还有2圈结束时因悬挂损坏退赛。而在长滩電動大獎賽上，韦尔涅以第2完赛，第一次在电动方程式比赛登上领奖台。随后，在伦敦電動大獎賽第一回合的比赛中，韦尔涅再次登上领奖台。最终，韦尔涅以70分在车手积分榜上排名年度第7位。

#### DS维珍车队（2015-2016）

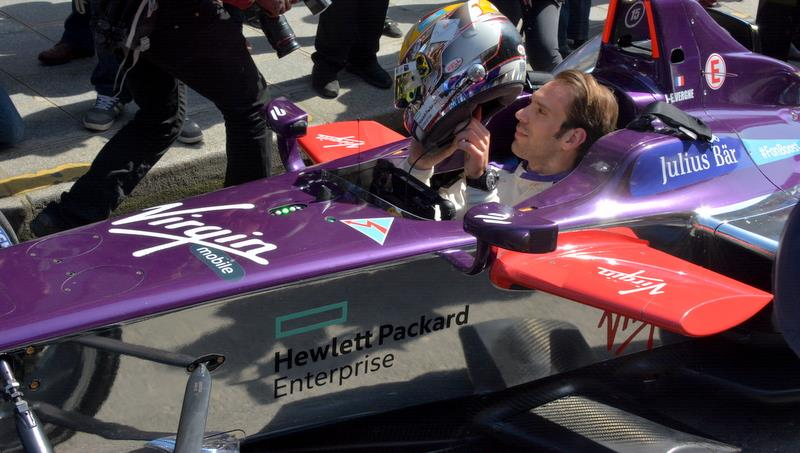
正在DS维珍车队赛车中的韦尔涅

2015年8月8日，DS维珍车队宣布韦尔涅将与山姆·伯德搭档，为车队出战2015－16年电动方程式锦标赛。该赛季韦尔涅两次登上领奖台，以56分排名年度第9，落后于队友伯德。

#### 钛麒车队（2016-2022）
2016年7月，在钛麒车队收购亚久里车队后，韦尔涅加入钛麒车队。
2016-17赛季上，韦尔涅5次登上领奖台，其中包括在赛季收官战蒙特利尔站上取得个人及钛麒车队在电动方程式的首场胜利，最终以117分排名年度第5位。
2017-18赛季，韦尔涅继续代表钛麒车队参赛，并在智利圣地亚哥站及乌拉圭埃斯特角城站上取得个人第二场及第三场胜利。韦尔涅在该赛季获得4场胜利，4个杆位，6次登上领奖台，凭借出色的表现以198分的总积分获得该赛季的电动方程式车手总冠军，成为电动方程式举办四个赛季来第4位不同的总冠军，但车队积分上却以2分惜败奥迪车队，屈居第二。
2018-19赛季，韦尔涅仍然为钛麒车队参赛。该赛季钛麒车队取代维珍车队，成为DS厂队，而韦尔涅也在全赛季中取得3场胜利，共登上5次领奖台，最终以136分成功卫冕车手总冠军，成为电动方程式赛事上第一位蝉联年度冠军的车手，也是截至2020-21赛季唯一一位在电动方程式取得多次年度冠军的车手。而DS钛麒车队最终也夺得车队冠军。
2019-20赛季，韦尔涅与安東尼奧·費利克斯·達·科斯塔搭档，为DS钛麒车队出赛。该赛季韦尔涅3次登上领奖台，取得2个杆位，并在柏林站第四回合的比赛上获胜，最终以86分排名年度第3位，和获得车手积分榜年度第一的队友达·科斯塔一同帮助DS钛麒车队连续第二年夺得车队冠军。
2020-21赛季，韦尔涅继续与安東尼奧·費利克斯·達·科斯塔搭档，连续第5个赛季为钛麒车队出赛。韦尔涅直到赛季收官战柏林站前仍保有车手积分榜夺冠的希望，但最终他只以80分排名年度第10位，全年共取得1场胜利，登上2次领奖台，及取得1个杆位。
2021－22赛季，韦尔涅与安東尼奧·費利克斯·達·科斯塔搭档，将连续第6个赛季为钛麒车队出赛。

### 世界耐力锦标赛（2022-）
2021年8月，标致车队宣布已与韦尔涅签约，韦尔涅将代表标致车队参加2022赛季世界耐力锦标赛Hypercar组别的比赛。

## 個人生活
除了会说法语，韦尔涅还会说英语、意大利语和西班牙语。

## 一级方程式各赛季成绩
（图例）粗體為桿位出賽，斜體為最快圈速
| 赛季   | 车队     | 底盘          | 引擎                         | 1     | 2      | 3        | 4        | 5      | 6      | 7     | 8      | 9      | 10    | 11    | 12    | 13    | 14     | 15    | 16    | 17    | 18      | 19      | 20   | 排名 | 积分 |
| ------ | -------- | ------------- | ---------------------------- | ----- | ------ | -------- | -------- | ------ | ------ | ----- | ------ | ------ | ----- | ----- | ----- | ----- | ------ | ----- | ----- | ----- | ------- | ------- | ---- | ---- | ---- |
| 2011   | 红牛二队 | 红牛二队 STR6 | 法拉利 056 2.4 V8            | 澳    | 馬     | 中       | 土       | 西     | 摩     | 加    | 欧     | 英     | 德    | 匈    | 比    |       | 新     | 日    | 韩 TD | 印    | 阿 TD   | 巴西 TD |      | –    | –    |
| 2012   | 红牛二队 | 红牛二队 STR7 | 法拉利 056 2.4 V8            | 澳 11 | 馬 8   | 中 16    | 巴林 14  | 西 12  | 摩 12  | 加 15 | 欧 Ret | 英 14  | 德 14 | 匈 16 | 比 8  | Ret   | 新 Ret | 日 13 | 韩 8  | 印 15 | 阿 12   | 美 Ret  | 巴 8 | 第17 | 16   |
| 2013年 | 红牛二队 | 红牛二队 STR8 | 法拉利 056 2.4 V8            | 澳 12 | 马 10  | 中 12    | 巴林 Ret | 西 Ret | 摩 8   | 加 6  | 英 Ret | 德 Ret | 匈 12 | 比 12 | Ret   | 新 14 | 韩 18† | 日 12 | 印 13 | 阿 17 | 美 16   | 巴西 15 |      | 第15 | 13   |
| 2014年 | 红牛二队 | 红牛二队 STR9 | 雷诺 Energy F1 2014 1.6 V6 t | 澳 8  | 马 Ret | 巴林 Ret | 中 12    | 西 Ret | 摩 Ret | 加 8  | 奥 Ret | 英 10  | 德 13 | 匈 9  | 比 11 | 13    | 新 6   | 日 9  | 俄 13 | 美 10 | 巴西 13 | 阿 12   |      | 第13 | 22   |

‡由於未能完成原定賽程的75%，車手只有一半分數。
†未完赛，但已完成赛事总里程的90%。